# Leopold Würtenberger
Leopold Würtenberger (* 2. September 1846 in Dettighofen; † 15. Oktober 1886 in Karlsruhe) war ein deutscher Geologe, Paläontologe, Mineraloge und Heimatforscher.

## Studium und Beruf
Leopold Würtenberger war ein Sohn von Franz Joseph Würtenberger und begleitete seinen Vater auf dessen Exkursionen. Er besuchte nach der Sekundarschulzeit in der Schweiz das Polytechnikum in Karlsruhe und studierte Geologie, Mineralogie, Chemie und Mathematik. Aus finanziellen Gründen konnte er das Studium nicht abschließen. 1866/67 war er dort als Assistent in der Mineralogie tätig, 1874 wurde er in der Münzverwaltung Karlsruhe als Münzkontrolleur angestellt. 1876 wechselte er in die ständige Ausstellung landwirtschaftlicher Lehrmittel, Geräte und Maschinen, beantragte jedoch noch im gleichen Jahr Urlaub wegen Krankheit und wurde 1877 entlassen. 1881 bat er um Dienstaufnahme und wurde 1882 als Assistent in der meteorologischen Centralstation eingestellt.
Auch sein Onkel Thomas Würtenberger war ein Fossiliensammler, der in Konstanz lebte und dessen Sammlung von Tertiärfossilien von der ETH Zürich gekauft wurde.

## Ringen um Anerkennung
Zeit seines Lebens war er bemüht, eine Anstellung als Wissenschaftler zu erlangen, den ersehnten Titel eines Doktors erreichte er jedoch nicht, in der Hauptsache offenbar durch finanzielle Gründe. Bittbriefe schrieb er an Charles Darwin und erhielt einmalig 100 Pfund als Spende (nachdem Darwin ein positives Urteil über Würtenberger bei Melchior Neumayr eingeholt hatte). 1881 wandte er sich nochmals an Darwin mit der Bitte um ein Darlehen, der ihm auch einen Barscheck in unbekannter Höhe schickte.
Ernst Haeckel bot ihm 1872 auf seine Bitte hin Unterstützung an zur Erwerbung der Dissertation in Jena, unter anderem würdigte er ausdrücklich seine schriftliche Arbeit über die Ammoniten als mehr als ausreichend, empfahl ihm sogar etwas einfacheres einzureichen, die Gebühren für die Dissertation an der Universität Jena in Höhe von 65 Reichstaler und 65 Silbergroschen wären allerdings unverzichtbar im Voraus zu zahlen gewesen. Am 15. Oktober 1886 starb er. Seine Arbeiten zur Erforschung des Klettgaujura sind bis heute anerkannt.

## Werk
Würtenberger legte eine Sammlung von rund 17.000 Objekten mit 1.000 Arten von Fossilien aus dem Klettgau an, die er 1869 an den Staat Baden für 1000 Gulden verkaufte. Außerdem erhielt er 100 Gulden für eine geologisch-landwirtschaftliche Relief-Karte des Klettgau, die auf der Ausstellung landwirtschaftlicher Lehrmittel in Karlsruhe 1869 eine Bronzemedaille erhielt. Eine zweite, danach angelegte Sammlung von Würtenberger von rund 4.000 Objekten war in Dettighofen erhalten geblieben und befindet sich heute im Museum zu Allerheiligen in Schaffhausen.
Sein Werk über Jura-Ammoniten von 1880 (die er schon 1872 fertiggestellt hatte und als Dissertation einreichen wollte) enthält eine der frühesten auf Fossilien basierenden Stammtafeln. Wie sein Vater und auch der Onkel Thomas Würtenberger war er Anhänger des Darwinismus. Würtenberger schickte seine Arbeit auch an Charles Robert Darwin, der sich dafür brieflich bedankte.
Er ist auch bekannt für die im Wesentlichen noch heute gültige geologische Erklärung des Rheinfalls bei Schaffhausen.
Seine letzten Publikationen galten entsprechend seiner Anstellung an der Wetterstation in Karlsruhe der Meteorologie.

## Schriften
- mit Franz Joseph Würtenberger: Der Weisse Jura im Klettgau und angrenzenden Randengebirge, Verhandlungen des naturwissenschaftlichen Vereins in Carlsruhe, Band 2, 1866, S. 11–68
- mit Franz Joseph Würtenberger: Der Weisse Jura im Klettgau und angrenzen Randengebirge, Neues Jahrbuch für Mineralogie, Geologie und Paläontologie, 1866, S. 608–610

Außer der Arbeit zusammen mit seinem Vater schrieb er:
- Die Schichtenfolge des Schwarzen und Braunen Jura im Klettgau, Neues Jahrbuch für Mineralogie, Geologie und Paläontologie, 1867, S. 39–59
- Einige Beobachtungen im Weißen Jura des oberen Donautals, Neues Jahrbuch für Mineralogie, Geologie und Paläontologie, 1868, S. 540–547
- Über die Entstehung des Schaffhauser Rheinfalls, 1871, Neues Jahrbuch für Mineralogie, Geologie und Paläontologie, S. 582–588
- Untersuchungen über die Bildung des Rheinfalls, Das Ausland (Überschau über die neuesten Forschungen auf dem Gebiet der Natur-, Erd- und Völkerkunde), Band 44, Nr. 43, 44, 46, 49, 1871, Augsburg. J. G. Cotta
- Die Vogesenhalbinsel im Jurameer und der Elsässer Golf, Globus, Band 20, Nr. 1, Vieweg, Braunschweig 1871
- Über neuere Forschungen auf dem Gebiet der Jurageognosie, Supplemente zu Meyers Konversationslexikon, Band 4, Hildburghausen 1871
- Neuer Beitrag zum geologischen Beweise der Darwinschen Theorie, Das Ausland, Band 46, Nr. 1, Stuttgart, Cotta’sche Buchhandlung 1873
- La presqu’ile des Voges et le golfe alsacien, Revue d’hydrologie medicale francaise et etrangère, 18, Straßburg 1875
- Studien zur Stammesgeschichte der Ammoniten. Ein geologischer Beweis für die Darwin’sche Theorie. Darwinistische Schriften, Heft 5, Ernst Günther, Leipzig 1880 (Archive)